# Abbottina
Az Abbottina  a csontos halak (Osteichthyes) főosztályának sugarasúszójú halak (Actinopterygii)  osztályába, a pontyalakúak (Cypriniformes) rendjébe, a pontyfélék (Cyprinidae) családjába, és a Gobioninae alcsaládjába tartozó nem.
Kisméretű halfajok 5-15 centimétert nem meghaladó hosszúságukkal. Életterük Ázsia keleti részein Kelet-Kína, a Koreai-félsziget, Vietnám és Japán folyóinak édesvízi halfajait tartalmazó nem.

## Rendszerezés
Az Abbottina nembe tartozó kis termetű halfajok Ázsia lakói.  Rendszertanilag a nemet hat faj alkotja az alábbiak szerint:
- Az Abbottina binhi Vietnam folyóiban található meg.
- Az Abbottina lalinensis megtalálható Kína Heilongjiang tartományának folyóiban.
- Az Abbottina liaoningensis megtalálható Kínában a Jalu folyóban és a Liao-he folyóban.
- Az Abbottina obtusirostris megtalálható Kelet-Kínában a Jangce folyóban.
- Az Kínai álküllő (Abbottina rivularis) őshonos Kelet-Kína, Korea és Japán vizeiben, a Mekong folyó medencéjében és megfigyelték Türkmenisztánban a Tedzsen-folyóban is.
- Az Abbottina springeri megtalálható a Koreai-félsziget folyóiban.[2]